# Einar

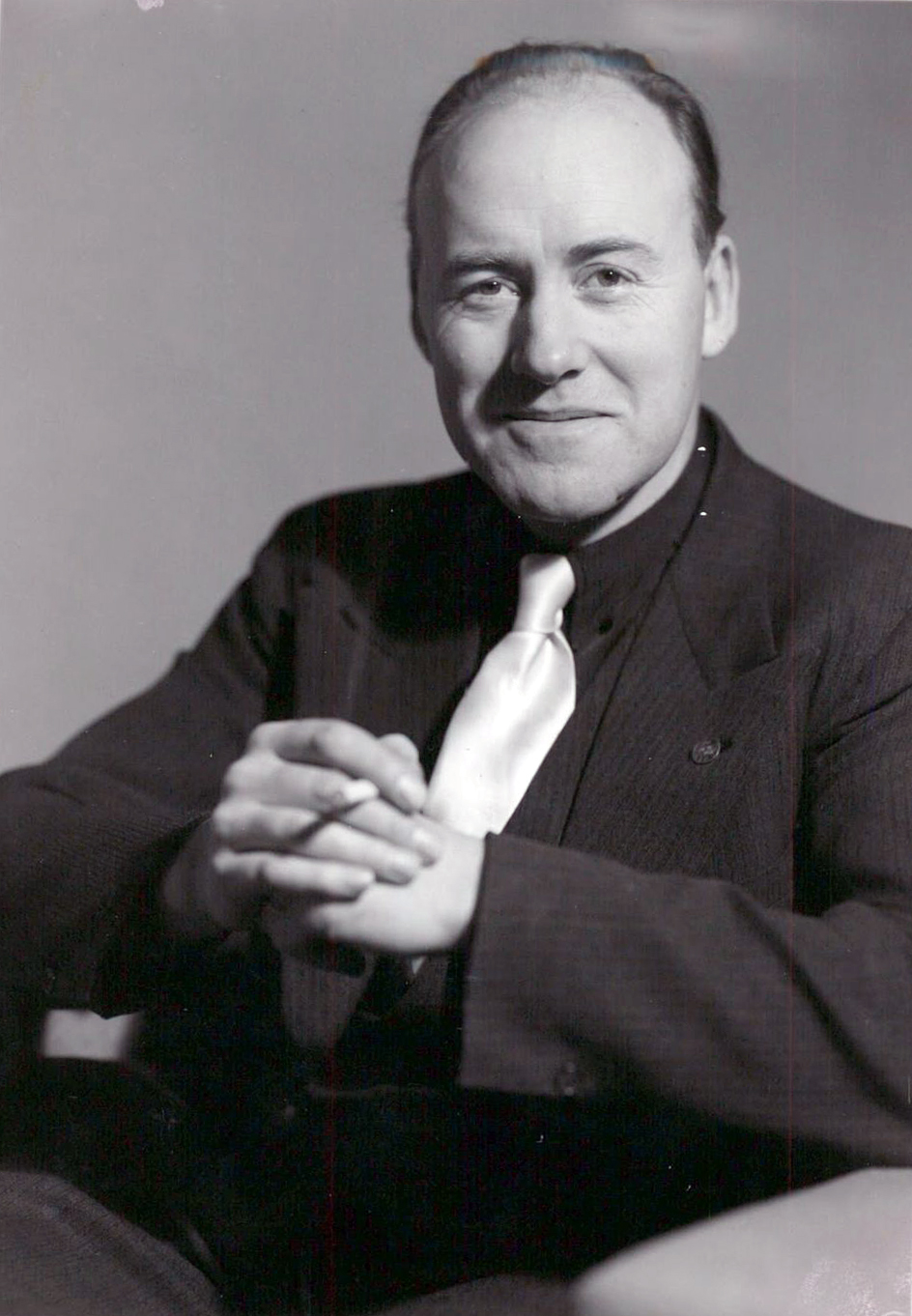
Einar Norelius

Einar, även transkriberat Ejnar, Ejnarr eller Enar, är ett nordiskt mansnamn av  medeltida ursprung, motsvarande det isländska ordet einheri: "en som strider ensam". Alternativa tolkningar: "djärv" eller "dristig".[källa behövs] Samma ord som användes om einhärjarna. Det förekom förr främst i Norrland och västra Sverige. Namnet har använts som dopnamn i Sverige sedan 1200-talet.
Namnet tillhörde de 20 vanligaste förnamnen i början på 1900-talet, men har varit relativt ovanligt alltsedan 1930-talet. Endast ett fåtal pojkar i varje årskull får namnet som tilltalsnamn. Sedan mitten på 1990-talet har namnet haft en svag uppgång igen, men återfinns ännu inte bland de 150 vanligaste namnen. År 2014 fick 71 pojkar namnet som tilltalsnamn.
Den 31 december 2014 fanns det totalt 16 312 personer i Sverige med namnet Einar eller Ejnar, varav 2 328 som tilltalsnamn
Den 31 december 2014 fanns det totalt 2 899 personer i Sverige med namnet Enar, varav 500 med det som tilltalsnamn.  År 2013 fick 10 pojkar namnet som tilltalsnamn.
Namnsdag i Sverige: 26 september (sedan 1986). I den finlandssvenska namnsdagslängden har Einar namnsdag 17 november sedan starten 1929, då en egen namnsdagskalender togs i bruk för finlandssvenskar. Från 1950 finns också parallellformen Enar i den finlandssvenska namnsdagskalendern.

## Personer med namnet Einar/Ejnar
- Einár, rappare
- Einar Andersson, operasångare
- Einar Ask, bandyspelare
- Einar Askestad, författare
- Einar Axelsson, skådespelare
- Einar Bergh, operasångare
- Einar Beyron, operasångare
- Einar Billing, teolog
- Ole Einar Bjørndalen, norsk skidskytt
- Einar von Bredow, journalist och författare
- Einar Ekberg, kyrkosångare
- Nils Einar Eriksson, arkitekt
- Einar Forseth, konstnär
- Einar Fröberg, skådespelare
- Einar Gerhardsen, Norges statsminister
- Einar Groth, violinist, kapellmästare och kompositör
- Einar Gustafsson, politiker (C), landshövding
- Einar Hammarsten, läkare
- Einar Hanson, skådespelare
- Einar Heckscher, översättare
- Einarr Helgason, isländsk skald
- Einar Hylander, skådespelare och konstnär
- Carl-Einar Häckner, illusionist, komiker, sångare och författare
- Einar Jolin, konstnär
- Einar Karlsson, brottare, OS-brons 1936
- Einar Larsson (sångare)
- Einar Larsson (politiker)
- Einar "Knatten" Lundell, bandy- och ishockeyspelare
- Einar Löfstedt den äldre (1831-1889), professor i Uppsala
- Einar Löfstedt den yngre (1880-1955), professor i Lund, universitetsrektor, den föregåendes son
- Einar Nerman, konstnär. Skapare av Solstickan
- Einar Nilsson, friidrottare
- Einar Norelius, tecknare och sagoförfattare
- Einar Rimmerfors, politiker (fp) och pastor
- Einar Rød, norsk skådespelare
- Einar Selvik, norsk musiker
- Einarr Skúlason, isländsk skald
- Einar "Stor-Klas" Svensson, bandy-, ishockey- och fotbollsspelare
- Einar Söderbäck, skådespelare
- Einar Vaage, norsk skådespelare
- Einar Wallquist, läkare och författare
- Einar Westergaard, politiker (fd miljöpartist)

## Personer med namnet Ejnar
- Ejnar Haglund, radiopersonlighet
- Ejnar Hertzsprung, dansk astronom
- Ejnar Mikkelsen, dansk polarfarare
- Ejnar Westling, psalmförfattare och kompositör

## Personer med namnet Enar
- Enar Josefsson, svensk skidåkare
- Enar Jääger, estnisk fotbollsspelare
- Enar Nordenfelt, riksdagsledamot och landshövding
- Enar Åkered, svensk korsordsmakare